# Puchberg (Wels)
Puchberg ist ein Stadtteil, ein Zählbezirk sowie eine Katastralgemeinde der oberösterreichischen Stadt Wels mit 2286 Einwohnern. Puchberg war bis zu seiner Eingemeindung nach Wels 1939 eine eigene Gemeinde. Der Stadtteil in seinen heutigen Grenzen entspricht nicht mehr der selbstständigen Gemeinde vor 1939, da einige Teile der Katastralgemeinde Pernau heute zum Stadtteil gezählt werden.

## Ortsteile und Siedlungen
Puchberg gliedert sich in die Ortsteile: Aichberg, Kirchham, Mitterlaab, Niederthan, Nöham, Oberhart, Oberlaab, Puchberg, Roithen, Stadlhof und Unterleithen.
Der Stadtteil grenzt im Norden an die Gemeinde Krenglbach, im Norden und Nordosten an Buchkirchen, im Osten an die Stadtgemeinde Marchtrenk, im Südosten an den Stadtteil Pernau, im Süden an den Stadtteil Neustadt und im nördlichen Westen an den Stadtteil Vogelweide. Puchberg ist der einzige Stadtteil in Wels, der nicht an die Innere Stadt grenzt.

## Geschichte

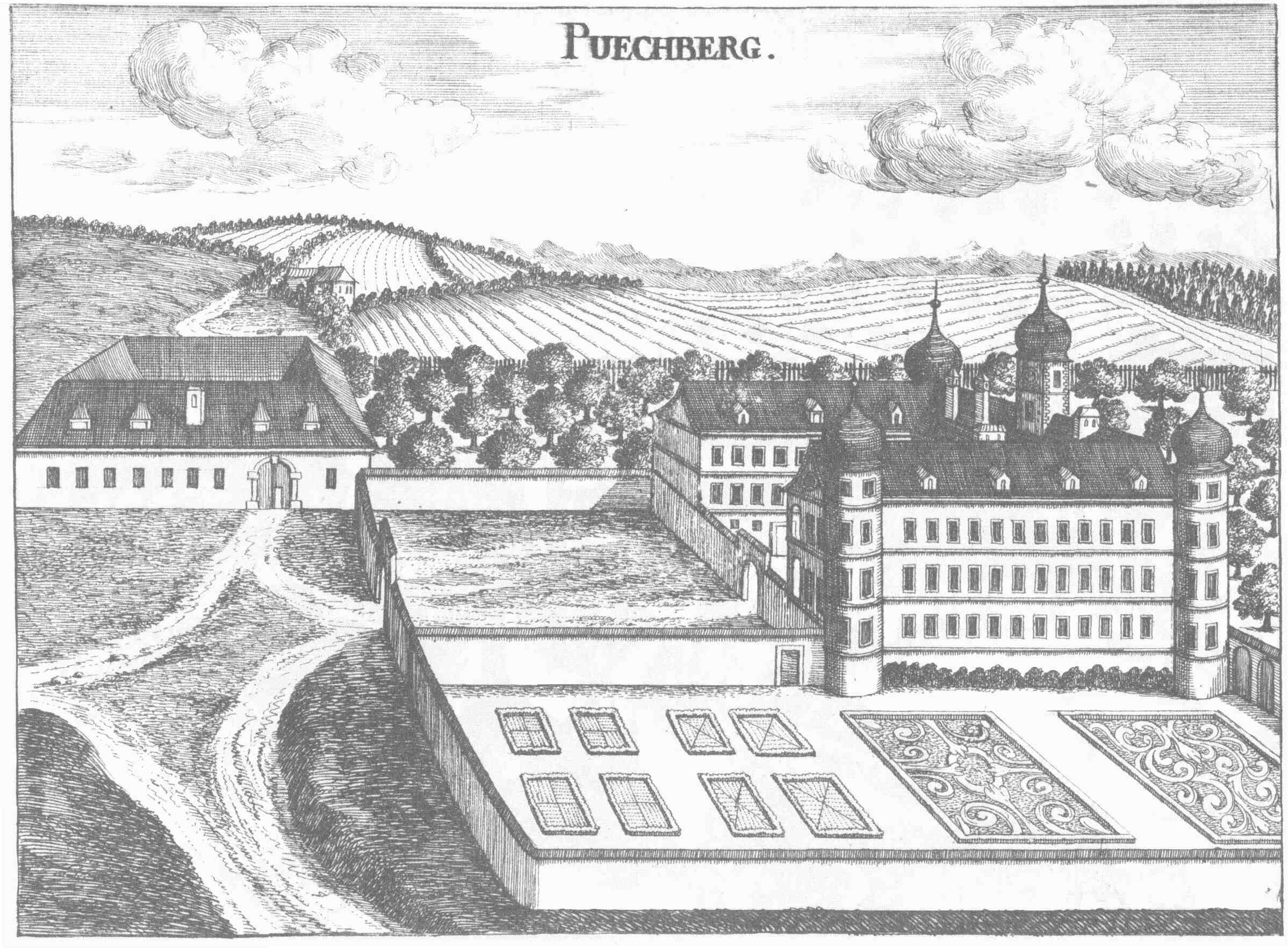
Schloss Puchberg nach einem Kupferstich von Georg Matthäus Vischer von 1674

Puchberg war lange Zeit hauptsächlich von der Landwirtschaft geprägt, ab 1595 errichtete der evangelische Politiker Christoph Puechner das Schloss Puchberg im Stil der Renaissance. Ab 1641 kam das Schloss in den Besitz der Seeauer, die es zu einem Herrschaftssitz ausbauten.
Ende des 19. Jahrhunderts wurden einige wichtige Institutionen in Puchberg geschaffen, so wurde 1897 die Schule eröffnet, 1888 gründete sich die Freiwillige Feuerwehr Puchberg,  die heute eine Feuerwache der Freiwilligen Feuerwehr Wels ist.
In der Zeit des Nationalsozialismus wurde Puchberg 1939 in die Stadt Wels eingemeindet. Während des Zweiten Weltkrieges wurde Puchberg von mehreren Bomben getroffen, schwerere Beschädigungen erlitten das Schloss und die Gebiete am Verschiebebahnhof.
1952 kaufte die Diözese Linz das Schloss Puchberg, renovierte es und richtete darin ein Bildungshaus mit einigen Seminarräumen ein.

## Wirtschaft und Infrastruktur
Von wirtschaftlicher Bedeutung ist vor allem der ÖBB Terminal im Südosten des Stadtteils, mit seinem Volumen liegt er im europaweiten Spitzenfeld. Die Rollende Landstraße hat hier seinen Ausgang- und Endpunkt. Täglich verkehren mehrere Zugpaare Richtung Deutschland, Slowenien und Ungarn vom Terminal in Puchberg aus.
Im Industriegebiet daneben sind einige Logistik- und Fertigungsfirmen angesiedelt.
Der Stadtteil verfügt außerdem über ein Feuerwehrhaus der Freiwilligen Feuerwehr Wels.
Von überregionaler Bedeutung ist der Stadtteil vor allem durch das Bildungshaus Schloss Puchberg, wo zahlreiche Seminare stattfinden.
Der Stadtteil ist über die Linie 1 der Welser Linien mit der Neustadt und in weiterer Folge mit der Innenstadt und von dort aus mit den restlichen Stadtteilen und Zählbezirken verbunden.
Bis 1996 gab es auf der Passauer Bahn eine eigene Station Wels-Puchberg, diese wurde allerdings auf Grund der schlechten Verkehrsanbindung stillgelegt.
Über die Autobahnabfahrten Wels-Nord und Terminal ist der Stadtteil mit der A25 verbunden, außerdem verläuft die Welser Osttangente und die B138 durch Wels-Puchberg.

## Kultur und Freizeit
Der Welser Reiterbund hat seinen Standort im Norden des Stadtteils, hier sind ein Therapiezentrum sowie eine Reitschule untergebracht.
Außerdem gilt Puchberg als ein Naturnaherholungsgebiet, nahe dem Ortsteil Roithen befindet sich ein Wildtierkorridor.
Puchberg war von etwa 1999 bis 2008 Ort der sommerlichen Freiluftveranstaltung ackern, nur bis 2012 folgte am selben Feld Strohfeuer nach.

## Persönlichkeiten
- Josef Weiß (1862–1934), Landwirt, Gastwirt und Abgeordneter zum Reichsrat und zum Nationalrat